# Amami (souostroví)
Souostroví Amami (japonsky 奄美群島 [Amami-guntó]) je skupina ostrovů na hranici mezi Východočínským mořem a Filipínským mořem, která je v rámci prefektury Kagošima součástí Japonska.

## Geografie
Souostroví leží v severní části souostroví Rjúkjú, táhne se v délce asi 200 km od severu k jihu. Od Kjúšú je vzdáleno necelých 400 km. Stejně jako v celém souostroví Rjúkjú je i zde pevnina pozůstatkem rozsáhlého pevninského mostu, který se zhruba před 5 mil. let rozlámal a následně byl z větší části zatopen. Většina ostrovů je celkem hornatá a nejvyšším vrcholem je hora Juwan (694 m n. m.) na hlavním ostrově. Pouze ploché ostrovy Joron, Okinoerabu a Kikai jsou korálového původu, přičemž poslední z nich je s ročním zdvihem 2 mm nejrychleji rostoucím korálovým ostrovem na světě. Ostrovy jsou tvořeny převážně vápenci, na Okinoerabudžimě a Tokunošimě se dokonce nacházejí krasové jeskyně. Na ostrovech bylo v r. 1974 zřízeno chráněné území o rozloze 78,61 km², které zahrnuje i přilehlé části moře.
Japonská geografie řadí Amami spolu se souostrovími Ósumi a Tokara do souostroví Sacunan.
Flóra je na ostrovech subtropická a nacházejí se zde jedinečné subtropické deštné pralesy, tvořené převážně mangrovníky. Pokud jde o faunu, žije zde několik endemických druhů jako králík japonský (Pentalagus furnessi), sojka nádherná (Garrulus lidthi) a jedovatí hadi (Ovophis okinavensis a Trimeresurus flavoviridis). V roce 1979 bylo kvůli boji s hady na ostrov introdukováno 30 kusů promyky malé, která nyní působí značné škody na původní fauně.
Klima na ostrovech je oceánické, subtropické. Oproti Okinawě tu jsou však chladnější zimy, kdy denní teploty dosahují 10 °C. Sněhové srážky byly několikrát zaznamenány ve větších nadmořských výškách, naposledy 16. ledna 2011. Ovšem i v zimních měsících může denní maximum přesáhnout 20 °C. Na druhé straně v létě denní maxima zřídka přesáhnou 35 °C. Roční úhrn srážek přesahuje 2 000 mm s maximem v období dešťů v červnu. Poté nastává stabilní letní počasí následované obdobím tajfunů, kterých přichází do roka více (v průměru 3, ale i 8); při nich rychlost vzduchu dosahuje běžně 40 až 50 m/s.

## Obyvatelstvo
Více než polovina obyvatel (asi 66 000) žije na ostrově Amami Óšima, kde leží i největší město Amami se zhruba 45 tis. obyvateli. Většina obyvatel mluví amamštinou, což je jeden z japonsko-rjúkjúských jazyků. Japonština je rozšířena jako druhý jazyk.

## Administrativní dělení

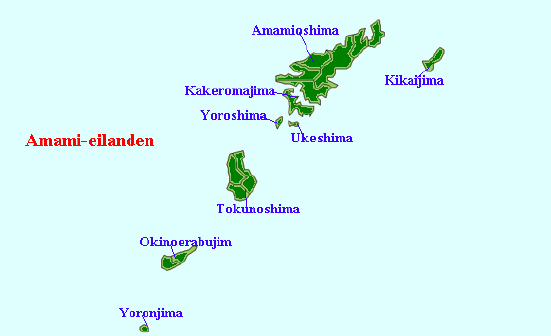
Mapa souostroví Amami s hranicemi administrativních celků

Souostroví Amami je součástí prefektury Kagošima. Dělí se na dva okresy :
- městský okres Amami (奄美市, Amami-ši?) s 45 046 obyvateli (2012), který leží na ostrově Amami Óšima
- okres Óšima (大島郡, Óšima-gun?), s 70 714 obyvateli (2012), který se dále dělí na 9 měst a 2 vesnice:
  - Tacugó, Jamato a Uken, ležící na ostrově Amami Óšima
  - Setouči, rozkládající se na ostrovech Amami Óšima, Kakeromadžima, Jorošima a Ukešima,
  - Kikai na Kikaidžimě
  - Tokunošima, Amagi a Isen na Tokunošimě
  - Wadamori a Čina na Okinoerabudžimě
  - Joron na Jorondžimě

Přehled obydlených ostrovů dává následující tabulka. Kromě tam uvedených ostrovů patří k souostroví 5 neobydlených ostrovů - Edatekudžima (枝手久島), Enijabanaredžima (江仁屋離島), Sukomodžima (須子茂島), Kijamašima (木山島), Hanmjašima (ハンミャ島).
| Ostrov          | japonsky   | Plocha, [km²] | Nejvyšší bod [m n. m.] | Zeměpisné souřadnice              |
| --------------- | ---------- | ------------- | ---------------------- | --------------------------------- |
| Amami Óšima     | 奄美大島   | 712,39        | 694                    | 28°19′35″ s. š., 129°22′28″ v. d. |
| Kikaidžima      | 喜界島     | 56,93         | 214                    | 28°19′1″ s. š., 129°56′22″ v. d.  |
| Kakeromadžima   | 加計呂麻島 | 77,39         | 314                    | 28°7′29″ s. š., 129°14′41″ v. d.  |
| Jorošima        | 与路島     | 9,35          | 297                    | 28°2′39″ s. š., 129°9′50″ v. d.   |
| Ukešima         | 請島       | 13,34         | 400                    | 28°1′38″ s. š., 129°14′22″ v. d.  |
| Tokunošima      | 徳之島     | 247,77        | 645                    | 27°48′ s. š., 128°55′56″ v. d.    |
| Okinoerabudžima | 沖永良島   | 93,65         | 240                    | 27°22′8″ s. š., 128°34′ v. d.     |
| Jorondžima      | 与論島     | 20,80         | 98                     | 27°2′40″ s. š., 128°25′2″ v. d.   |

## Hospodářství
Hlavním zdrojem obživy na ostrovech býval rybolov a zemědělství. V současnosti se pěstuje především cukrová třtina, sladké brambory, rýže (ve dvou sklizních), banány, papája, mango, ananas a květiny. Po druhé světové válce vzrostl význam domácí turistiky, a to zejména proto, že v letech 1953 až 1971 se jednalo o nejjižnější část Japonska. Z průmyslu je významné zpracování mořských produktů (tuňáci, krevety) dále pěstování perel a mořských ryb a také místní kosmetika.
Ostrovy jsou propojeny trajekty. Na ostrovech Amami Óšima, Okinoerabudžima, Kikaidžima, Tokunošima a Jorondžima jsou letiště místního významu. Uvažuje se o stavbě mostu mezi ostrovy Amami Óšima a Kakeromadžima, ovšem vysoko odhadované náklady kvůli značné hloubce průlivu a velkému zatížení větrem mají za následek oddalování realizace projektu.

## Historie
Na Tokunošimě jsou známky lidské přítomnosti, které se datují do doby před 32 tisíci let. Později bylo trvalé osídlení přerušeno, patrně kvůli sopečné činnosti, která zanechala mocné vrstvy popela z doby před 24 až 22 tisíci let. Nejmladší vrstvy popela jsou staré asi 6 400 let a na ně navazují nálezy keramiky z období Džómon (4. tisíciletí př. n. l.). Keramické výrobky z tohoto období se nalézají na více ostrovech a dokazují, že některá sídla byla obývána po několik staletí.
První písemná zmínka o Amami se nalézá v japonských pramenech z r. 657. Později vznikly zápisy i o jednotlivých ostrovech. Roku 735 tudy cestoval do Číny japonský vyslanec. V 11. století začaly na ostrovech vznikat opevněné tvrze a nejpozději ve 12. století sem proniklo zemědělství, což mělo za následek majetkovou diferenciaci a později vznik knížectví. Knížectví podle všeho bylo poplatné feudálům z Kjúšú, ale později narůstal vliv království Rjúkjú, do závislosti na němž se ostrovy dostaly. Ještě v r. 1537 se podařilo uhájit nezávislost, ale v r. 1571 byla ostrovy připojeny k tomuto království.
Hraniční poloha ostrovů vedla k tomu, že se zde střetávaly zájmy Japonského císařství a království Rjúkjú, které uznávalo suverenitu čínského císaře. Tyto střety dosáhly vrcholu v 17. století, kdy se Amami nakrátko dostalo pod japonskou kontrolu. S úpadkem Číny vliv Japonska vzrůstal a koncem 19. století Japonsko ostrovy anektovalo spolu s celým královstvím Rjúkjú.
Po porážce Japonska ve druhé světové válce podléhalo souostroví americké správě. Podle čl. 3 sanfranciské smlouvy patřily ostrovy k územím, která měla být se souhlasem OSN převedena do správy USA. Pro odpor Sovětského svazu OSN takový souhlas nevydalo. Ostrovy byly navráceny Japonsku 25. prosince 1953 jako první z těchto území.